# Museu Jovellanos
O museu «Casa Natal de Jovellanos» é alojado em uma casa palaciana no distrito de Cimadevilla de Gijón, nas Astúrias, na Espanha.

## Edifício
Esta casa do palácio remonta ao final do século XV e pertenceu à família de Jovellanos, quando Juan García de Jove (1460-1525) construiu o primeiro edifício. A casa sofre duas reformas, a primeira no século XVI e a última em 1758 pelo pai de Jovellanos. O último é aquele que lhe dá a aparência atual. Atualmente apresenta duas torres para os lados com um edifício que os une; tem uma capela anexada (Los Remedios, onde está enterrada) e a frente é a praça que se chama "Plaza de Jovellanos".
No dia 27 de dezembro de 1983 foi declarado Monumento Histórico Artístico.

## O museu

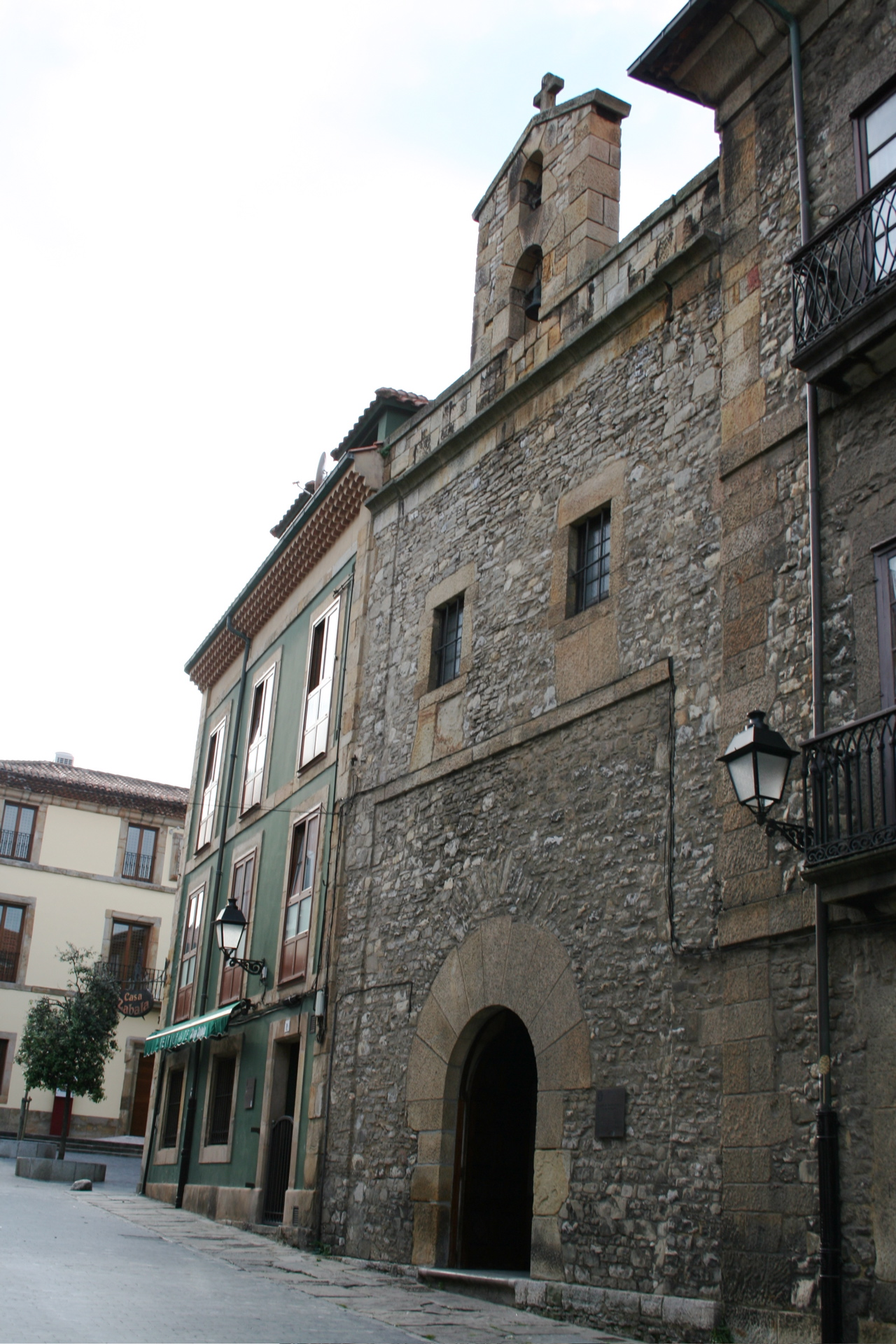
Capela pertencente à Casa Natal de Jovellanos.

Inaugurado em 6 de agosto de 1971, o museu abriga a coleção de arte municipal que foi transferida de sua antiga localização no antigo Instituto Jovellanos.
O objetivo principal do museu é de acordo com seu recorde de fundação: "(...) na ilustração da sociedade através da história e da arte, a partir de um método rigoroso e científico que une a sensibilidade do gosto por que Objetivos concretos artísticos em documentação, pesquisa, conservação, educação e divulgação de suas coleções ».
Por esta razão, o museu não é apenas uma coleção de obras de arte, mas também desenvolve outros tipos de obras, como oficinas didáticas, visitas guiadas, concertos ou conferências. Além dessas atividades, há também uma biblioteca especializada no famoso ilustrador, sendo também a sede oficial do Fórum Jovellanos.
Dentro do museu podem-se ver duas partes diferenciadas:
- As salas dedicadas a este famoso gijonés, que mostra o trabalho e aspectos da vida de Jovellanos. O primeiro representa uma sala de estar e o outro o quarto. Nestes dois quartos, você pode encontrar objetos e objetos da vida cotidiana pertencentes a Jovellanos.

- Os quartos mostram pinturas asturianas dos séculos XIX e XX, obras de escolas europeias, incluindo a escola flamenga e aholandesa. No piso térreo do museu, você pode encontrar obras de artistas asturianos do século XIX, como Dionisio Fierros Álvarez, Juan Martínez Abades, Ventura Álvarez-Sala, Luis Menéndez Pidal, Nicanor Piñole, Mariano Moré e Évaristo Valle. No primeiro andar encontramos pintores asturianos do século XX, como Joaquín Vaquero Palacios, Alejandro Mieres, Adolfo Bartolomé, Aurelio Suárez, Orlando Pelayo e Antonio Suárez, entre outros. O trabalho de escultores como Amador Rodríguez, César Montaña, Joaquín Rubio Camín, Luis Acosta, Francisco Fresno, Pelayo Ortega, Melquiades Álvarez, Ángel Guache, Bernardo Sanjurjo e Juan Gomila, para citar os mais destacados.

Ele realizou projetos de arte contemporânea que vão além do alcance de seu espaço de exposição, criando um link com o espaço público de Gijón como um todo. É possível enfatizar o desenvolvido com o artista Paco Cao sob o título Você mesmo.
Entre as doações feitas ao museu cabe destacar as de:
- Carmen e Severo Ochoa: contém obras de Salvador Dalí, gravuras de Goya e uma coleção de peças pré-colombianas.
- Família Paquet
- Nicanor Piñole
- Lledó Suárez: consistente em obras das escolas flamencas e inglesa.

### Principais obras expostas
O fundo da coleção tem cerca de 650 peças, como pinturas, esculturas, móveis, fotografias ou peças arqueológicas entre outras coisas; de todos esses trabalhos merecem atenção o seguinte:
- A onda, de Juan Martínez Abades
- Pescadoras de marisco, de Ventura Álvarez-Salga
- Retrato de dama, de Cornelis de Vos
- A anunciação dos pastores, de H. Vão Balam
- São Gregório, de Arthur Wolffort
- Retrato do Marqués de Wellesley, Sir Thomas Lawrence